# Luksemburg na Letnich Igrzyskach Olimpijskich 1928
Luksemburg na Letnich Igrzyskach Olimpijskich 1928 w Amsterdamie reprezentowało 49 zawodników.

## Zdobyte medale
| Medal | Zawodnik    | Dyscyplina                  | Konkurencja |
| ----- | ----------- | --------------------------- | ----------- |
| Złoto | Jean Jacoby | Konkurs Sztuki i Literatury | Rysownictwo |